# Hamburg (New York)
Hamburg è un comune (town) degli Stati Uniti d'America, situato nello Stato di New York, nella contea di Erie.